# Rozkoš (Metuje)
Der Rozkoš (deutsch Roskoschbach), auch Rozkošský potok, am Oberlauf Šonovský potok genannt, ist ein rechter Nebenfluss der Metuje in Tschechien.

## Verlauf
Der Rozkoš bzw. Šonovský potok entspringt östlich von Vrchoviny auf der Novoměstská tabule (Neustädter Tafel). Der Bach fließt anfänglich mit westlicher Richtung durch Vrchoviny. An der Anhöhe Za Sezkami (308 m n.m.) wendet sich der Rozkoš scharf nach Norden und durchfließt das Dorf Šonov u Nového Města nad Metují, wo er wieder westliche Richtung nimmt. Nach 5,5 km mündet der Bach in der Domkover Bucht in den Stausee Rozkoš.
Der gesamte Mittellauf des Baches einschließlich des Dorfes Domkov ist seit den 1970er Jahren durch den Stausee überflutet. Zuvor floss der Šonovský potok bei Domkov nach Westen in eine sumpfige Niederung, in der sich der stark mäandrierende Bach mit dem Rovenský potok zum Rozkoš vereinigte, dann südliche Richtung nahm und bei Lhota das die Senke umgebende Sandsteinplateau durchbrach. In früheren Zeiten war die Senke an der Anhöhe Končiny, wo sich heute der Hauptdamm des Stausees befindet, durch einen Damm zu einem großen Teich angestaut gewesen.
Der Unterlauf des Rozkoš hat eine Länge von 3,7 km. Er führt an den Končiny vom Damm des Stausee mit südwestlicher Richtung zwischen Velká Jesenice und Městec durch ein flaches Kerbtal. Südöstlich von Veselice mündet der Rozkoš nach 14,3 Kilometern beim Weiler Nouzín in die Metuje.
Bis zur Errichtung des Stausees war der Rozkoš wegen des geringen, auf die Hochebene zwischen den Tälern der Úpa und Metuje beschränkten Einzugsgebiets, ein wasserarmer Bach. Seitdem wird über den Úpský přivaděč eine größere, den Zufluss aus dem Šonovský potok deutlich übersteigende Wassermenge aus der Úpa zugeleitet.

## Zuflüsse
- Provodovský potok (r) unterhalb von Šonov u Nového Města nad Metují
- Vysokovský potok (r), unterhalb von Provodov
- Rovenský potok (r), im Stausee Rozkoš
- Úpský přivaděč (r), im Stausee Rozkoš
- Jesenický potok (r) bei Velká Jesenice